# Salvador Talavera
Salvador Talavera Lozano (Hinojos, 1945-2021) fue un botánico y profesor español.
Fue catedrático de Botánica del Grupo de Investigación de Ecología Reproductiva de Plantas, de la Universidad de Sevilla; desarrollando actividades científicas en corología de plantas vasculares y conservación de los recursos fitogenéticos. Ha colaborado por años con la publicación de Flora iberica.

## Algunas publicaciones

### Libros
- Salvador Talavera, Santiago Castroviejo. 2000. Flora Iberica: plantas vasculares de la Península Ibérica e Islas Baleares. Leguminosae (partim). Ed. Real Jardín Botánico. 538 pp. ISBN 8400078829

- Montserrat Arista Palmero, Salvador Talavera, Javier Herrera Maliani. 1997. Biología del pinsapo. Conservación de la naturaleza. Ed. Junta de Andalucía, Consejería de Medio Ambiente. 162 pp. ISBN 8489650101

- J. A. Devesa, Salvador Talavera. 1981. Revisión del género Carduus (Compositae) en la Península Ibérica e Islas Baleares. Ed. U. de Sevilla. 118 pp. ISBN 8474052076

- Benito Valdés Castrillón, Salvador Talavera Lozano, Emilio Fernández-Galiano Fernández (eds.) 1987. Flora vascular de Andalucía Occidental, 3 volúmenes. Ketres Editora S.A. Barcelona. ISBN 84-85256-63-8 Descarga archivo PDF en línea
- La abreviatura «Talavera» se emplea para indicar a Salvador Talavera como autoridad en la descripción y clasificación científica de los vegetales.[3]